# 프랭크 프로피트
프랭크 노아 프로피트(Frank Noah Proffitt, 1913년 6월 1일 ~ 1965년 11월 24일)는 남부 애팔래치아 산악지방의 트래디셔널 싱어이다. 밴조 주자이다. 출신지는 테네시주로서, 후에 북 캐롤라이나주로 이주, 목수와 담배 경작을 겸업으로 하면서 조상 전래의 민요를 지켰다. 특히 1938년에 민요 연구가 프랭크 워너에게 <톰 두리>를 가르쳐, 훗날 이 곡이 널리 알려지게 되자 그와 함께 프로피트도 유명해졌다.